# Anna Kirke

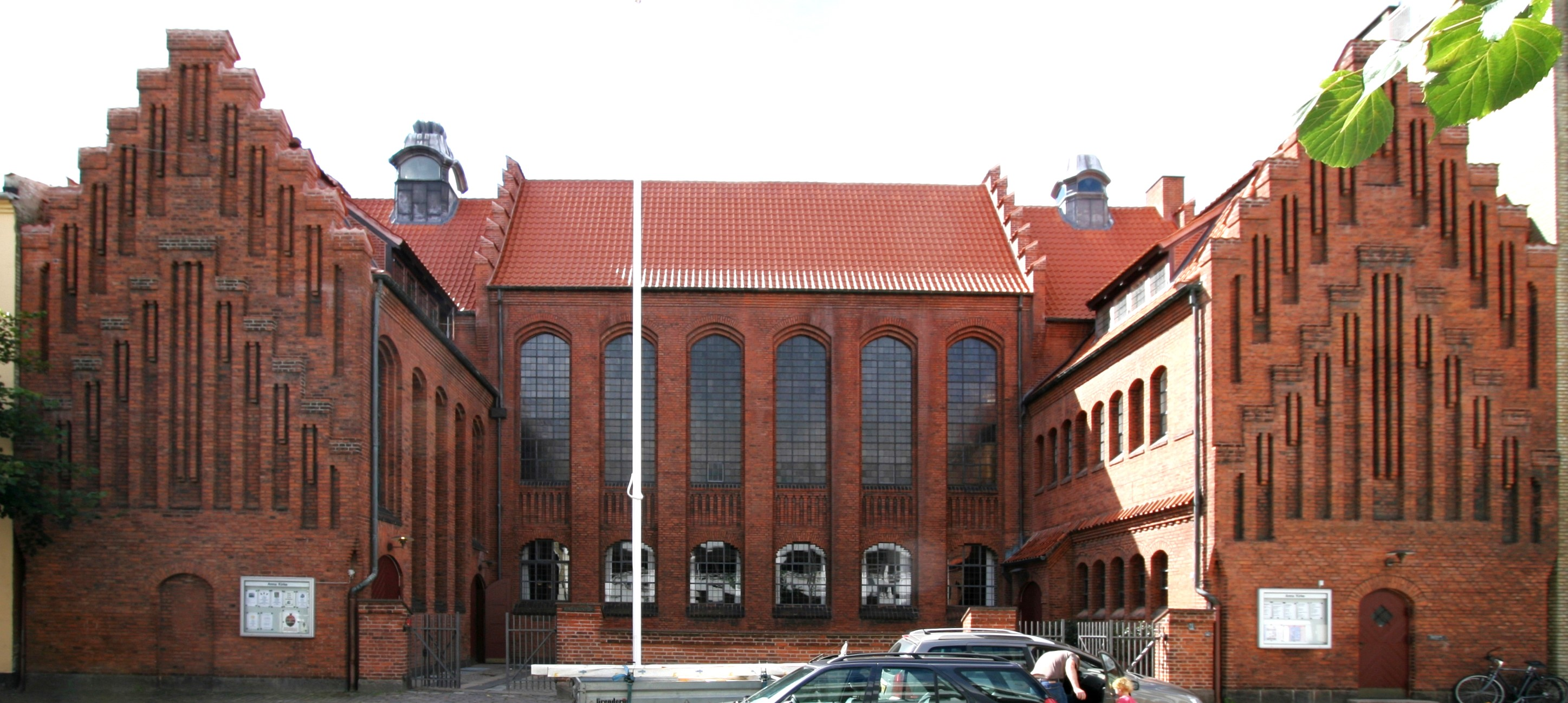
Anna Kirke

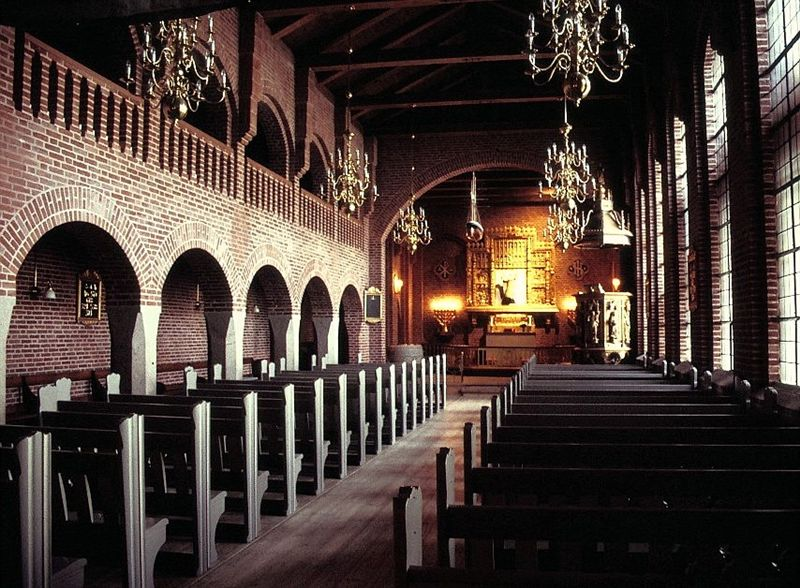
Inneres Richtung Altarraum

Die evangelisch-lutherische Anna Kirke, auch Annakirken genannt, ist eine Kirche in der Bjelkes Allé 19–21 in Nørrebro im Bistum Kopenhagen, entworfen vom Architekten Peder Klint. Es ist nach der Prophetin Anna benannt.

## Geschichte
In den frühen 1900er Jahren wuchs die Bevölkerung in Nørrebro stark an, und die Kopenhagener Kirchenstiftung beschloss, einen zusätzlichen Priester für die St. Stephansgemeinde einzustellen. Dieser Priester sollte sich vor allem um das Waisenhaus in der Bjelkes Allé kümmern. 1907 wurden die ersten Schritte zum Bau der Annakirche unternommen, als die Kirchenstiftung das Grundstück in der Bjelkes Allé kaufte. Ein Anna-Komitee wurde gegründet und 1914 wurde die erste Kirche fertiggestellt. Bei der Einweihung wurde Lk 2,36-38  gelesen, wo beschrieben wird, wie Simeon und Anna (oder Hanna) das Jesuskind im Tempel empfangen. Anna war eine Witwe und Prophetin im Tempel von Jerusalem, und dieser Anna ist die Kirche gewidmet. Die ursprüngliche Kirche wurde schnell zu klein, so dass der Architekt gebeten wurde, das Projekt zu erweitern, und 1928 wurde die heutige Kirche eingeweiht.
Peder Klint ist der Architekt des Äußeren und Inneren der Annakirche. Die Kirche wurde in mehreren Etappen gebaut und in den Jahren 1914, 1921 und 1928 fertiggestellt.

## Beschreibung
Kirchen sind normalerweise in Ost-West-Richtung ausgerichtet, aber in der Annakirche weicht die Ausrichtung des Chors deutlich davon ab, da der Kirchenraum parallel zur Straße liegt und der Altar nach Nordwesten zeigt. Die Kirche ist ein dreiflügeliger Bau mit zwei Giebeln, an deren Enden sich zwei Dachreiter befinden, an denen die Glocken hängen. Sie hat einem Innenhof zur Straße hin. Der gesamte Bau ist aus Backstein mit sichtbaren roten Ziegeln und roten Ziegeldächern, über denen sich zwei Laternen erheben. Die Kirche ist aus roten Handstrichziegeln gebaut und hat ein Ziegeldach. Die große, bis zum Dach offene Kirche mit leeren Wänden hat einen traditionellen gotischen Grundriss mit einem langen Schiff und einem Chor, dessen Übergang nur durch einen hohen und breiten Triumphbogen markiert wird. Im Südwesten befindet sich eine Arkade, über der sich eine Empore erhebt, die an das Triforium gotischer Kathedralen erinnert. Der Kirchenraum erhält sein Tageslicht durch die sechs hohen Fenster in der Wand zur Straße hin. Die beiden Querschiffe mit den unteren Eingängen sind mit ihren Giebeln zur Straße ausgerichtet. Sie zeigen eine moderne Interpretation des gotischen Mauerwerkschmucks mit doppelten Treppengiebeln mit Dachfirst, hohen Öffnungen, d. h. hohen ornamentalen Wandnischen, und Hängestangen in den Öffnungen. Hängestangen sind dekorative vertikale Stangen, die nicht bis zum Boden reichen. Unter dem Altarraum befindet sich der Hauptsaal der Kirche, im rechten Flügel im ersten Stock die Sakristei und im Erdgeschoss der kleine Saal der Kirche. Im linken Flügel, im Erdgeschoss, befinden sich ein Saal, ein Kirchenbüro und Toiletten. Im Untergeschoss befinden sich die Räume der 9. Klasse des FDF und im Obergeschoss die Orgel. Im Kirchenraum gibt es Bänke und Sitzplätze für etwa 200 Personen, gegenüber den Fenstern befindet sich eine Kanzel (Balkon in der Kirche), die von einer Reihe achteckiger Granitsäulen getragen wird. 

### Inventar der Kirche
Der Altaraufsatz ist als traditioneller vergoldeter Flügelaltar gestaltet. Er stammt aus dem Jahr 1935, wurde von Carl Butz-Møller entworfen und von dem Bildhauer Thomas Hansen (1879–1948) ausgeführt. Im Zentrum steht die Bronzeskulptur Auferstehungsengel von 1998 des Künstlers Adi Holzer.
Die Kanzel von 1939 wurde ebenfalls von C. Butz-Møller entworfen und von Thomas Hansen ausgeführt. Sie ist traditionell mit fünf Brüstungsfeldern gestaltet, in denen sich Arkaden mit Ganzfiguren befinden. Dargestellt sind der Auferstehungsengel, der greise Simeon mit dem Jesuskind auf dem Arm, der gute Hirte, die Prophetin Anna, nach der die Kirche benannt ist, und schließlich ein Engel mit einem Palmzweig.
Das Taufbecken von 1914 wurde von Peder Klint entworfen. Es ist aus Bornholmer Granit und unter dem Rand des Taufbeckens befindet sich die Inschrift „Lasset die Kindlein zu mir kommen, wehret ihnen nicht, denn das Reich Gottes ist ihr“.